# Atletica leggera ai IX Giochi panafricani
Le competizioni di atletica leggera ai IX Giochi panafricani si sono svolte dal 18 al 22 luglio 2007 allo Stadio 5 Juillet 1962 di Algeri, in Algeria.

## Risultati

### Uomini
| Specialità | Oro                                                                          | Prestazione        | Argento                                                            | Prestazione        | Bronzo                                                                         | Prestazione        |
| Corse piane |                                                                              |                    |                                                                    |                    |                                                                                |                    |
| 100 m (dettagli) | Olusoji Fasuba                                                               | 10"18              | Eric Nkansah                                                       | 10"35              | Uchenna Emedolu                                                                | 10"37              |
| 200 m (dettagli) | Leigh Julius                                                                 | 20"81              | Seth Amoo                                                          | 20"88              | Obinna Metu                                                                    | 20"94              |
| 400 m (dettagli) | California Molefe                                                            | 45"59              | Young Talkmore Nyongani                                            | 45"76              | Mathieu Gnanligo                                                               | 45"89              |
| 800 m (dettagli) | Abubaker Kaki Khamis                                                         | 1'45"22            | Mbulaeni Mulaudzi                                                  | 1'45"54            | Justus Koech                                                                   | 1'45"80            |
| 1500 m (dettagli) | Asbel Kiprop                                                                 | 3'38"97            | Antar Zerguelaïne                                                  | 3'39"04            | Tarek Boukensa                                                                 | 3'39"18            |
| 5000 m (dettagli) | Moses Kipsiro                                                                | 13'12"51           | Josphat Kiprono Menjo                                              | 13'12"64           | Tariku Bekele                                                                  | 13'13"43           |
| 10000 m (dettagli) | Zersenay Tadese                                                              | 27'00"30           | Tadesse Tola                                                       | 27'28"08           | Gebregziabher Gebremariam                                                      | 27'41"             |
| Corse a ostacoli |                                                                              |                    |                                                                    |                    |                                                                                |                    |
| 110 m ostacoli (dettagli) | Selim Nurudeen                                                               | 13"59              | Joseph-Berlioz Randriamihaja                                       | 13"72              | Shaun Bownes                                                                   | 13"81              |
| 400 m ostacoli (dettagli) | L.J. van Zyl                                                                 | 48"74              | Pieter De Villiers                                                 | 48"91              | Alwyn Myburgh                                                                  | 48"91              |
| 3000 m siepi (dettagli) | Willy Komen                                                                  | 8'15"11            | Ezekiel Kemboi                                                     | 8'16"93            | Nahom Mesfin                                                                   | 8'39"67            |
| Staffette |                                                                              |                    |                                                                    |                    |                                                                                |                    |
| 4×100 m (dettagli) | Nigeria Isaac Uche, Obinna Metu, Chinedu Oriala, Olusoji Fasuba              | 38"91              | Sudafrica Morné Nagel, Leigh Julius, Lee-Roy Newton, Sherwin Vries | 39"11              | Zimbabwe Ngonidzashe Makusha, Gabriel Mvumvure, Brian Dzingai, Lewis Banda     | 39"16              |
| 4×400 m (dettagli) | Botswana Zacharia Kamberuka, Isaac Makwala, Obakeng Ngwigwa, Tshepo Kelaotse | 3'03"16            | Nigeria Olusegun Ogunkule, Edu Nkami, Victor Isaiah, Saul Weigopwa | 3'03"99            | Zimbabwe Nelton Ndebele, Young Talkmore Nyongani, Gabriel Chikomo, Lewis Banda | 3'04"84            |
| Corse su strada |                                                                              |                    |                                                                    |                    |                                                                                |                    |
| Mezza maratona (dettagli) | Deriba Merga                                                                 | 1 h 02'24"         | Martin Sulle                                                       | 1 h 03'01"         | Yonas Kifle                                                                    | 1 h 03'19"         |
| Marcia 20 km (dettagli) | Hatem Ghoula                                                                 | 1 h 22'33"         | David Kimutai                                                      | 1 h 24'16"         | Mohamed Ameur                                                                  | 1 h 25'12"         |
| Salti |                                                                              |                    |                                                                    |                    |                                                                                |                    |
| Salto in lungo (dettagli) | Gable Garenamotse                                                            | 8,08 m (+0,7 m/s)  | Arnaud Casquette                                                   | 8,03 m (+1,4 m/s)  | Khotso Mokoena                                                                 | 7,99 m (+0,6 m/s)  |
| Salto triplo (dettagli) | Ndiss Kaba Badji                                                             | 16,80 m (+0,0 m/s) | Hugo Mamba-Schlick                                                 | 16,61 m (+0,0 m/s) | Andrew Owusu                                                                   | 16,32 m (+1,0 m/s) |
| Salto in alto (dettagli) | Kabelo Kgosiemang                                                            | 2,27 m             | Abderrahmane Hammad                                                | 2,24 m             | Mohamed Benhedia Arinze Obiora                                                 | 2,20 m             |
| Salto con l'asta (dettagli) | Abderrahmane Tamada                                                          | 5,10 m             | Karim Sène                                                         | 5,10 m             | Hamdi Dhouibi                                                                  | 4,90 m             |
| Lanci |                                                                              |                    |                                                                    |                    |                                                                                |                    |
| Getto del peso (dettagli) | Yasser Fathy Ibrahim Farag                                                   | 19,20 m            | Roelie Potgieter                                                   | 19,02 m            | Mohammed Medded                                                                | 17,94 m            |
| Lancio del disco (dettagli) | Omar Ahmed El Ghazaly                                                        | 62,28 m            | Yasser Fathy Ibrahim Farag                                         | 61,58 m            | Hannes Hopley                                                                  | 57,79 m            |
| Lancio del martello (dettagli) | Chris Harmse                                                                 | 76,73 m            | Mohsen El Anany                                                    | 72,00 m            | Saber Souid                                                                    | 70,01 m            |
| Lancio del giavellotto (dettagli) | John Robert Oosthuizen                                                       | 78,05 m            | Gerhardus Pienaar                                                  | 76,70 m            | Mohamed Ali Kebabou                                                            | 71,77 m            |
| Prove multiple |                                                                              |                    |                                                                    |                    |                                                                                |                    |
| Decathlon (dettagli) | Hamdi Dhouibi                                                                | 7 838 pt.          | Boualem Lamri                                                      | 7 473 pt.          | Larbi Bouraada                                                                 | 7 349 pt.          |
| record mondiale; record mondiale stagionale; record africano; record dei Giochi; record nazionale; record personale; record personale stagionale. |                                                                              |                    |                                                                    |                    |                                                                                |                    |

### Donne
| Specialità | Oro                                                                   | Prestazione        | Argento                                                                       | Prestazione        | Bronzo                                                                                    | Prestazione        |
| Corse piane |                                                                       |                    |                                                                               |                    |                                                                                           |                    |
| 100 m (dettagli) | Damola Osayemi                                                        | 11"20              | Constance Mkenku                                                              | 11"27              | Vida Anim                                                                                 | 11"33              |
| 200 m (dettagli) | Damola Osayemi                                                        | 23"21              | Vida Anim                                                                     | 23"29              | Amandine Allou Affoue Costa d'Avorio                                                      | 23"44              |
| 400 m (dettagli) | Amantle Montsho                                                       | 51"13              | Joy Eze                                                                       | 51"20              | Folashade Abugan                                                                          | 51"44              |
| 800 m (dettagli) | Leonor Piuza                                                          | 2'02"83            | Agnes Samaria                                                                 | 2'03"17            | Nahidha Touhami                                                                           | 2'03"79            |
| 1500 m (dettagli) | Gelete Burika                                                         | 4'06"89            | Veronica Nyaruai                                                              | 4'09"11            | Agnes Samaria                                                                             | 4'09"18            |
| 5000 m (dettagli) | Meseret Defar                                                         | 15'02"72           | Meselech Melkamu                                                              | 15'03"86           | Sylvia Kibet                                                                              | 15'06"39           |
| 10000 m (dettagli) | Mestawet Tufa                                                         | 31'26"05           | Edith Masai                                                                   | 31'31"18           | Irene Kipchumba                                                                           | 31'36"78           |
| Corse a ostacoli |                                                                       |                    |                                                                               |                    |                                                                                           |                    |
| 100 m ostacoli (dettagli) | Toyin Augustus                                                        | 13"23              | Jessica Ohanaja                                                               | 13"27              | Fatmata Fofanah                                                                           | 13"51              |
| 400 m ostacoli (dettagli) | Muna Jabir Adam                                                       | 54"93              | Aissata Soulama                                                               | 55"49              | Ajoke Odumosu                                                                             | 55"80              |
| 3000 m siepi (dettagli) | Ruth Bosibori                                                         | 9'31"99            | Mekdes Bekele Tadese                                                          | 9'49"95            | Netsanet Achamo                                                                           | 9'51"63            |
| Staffette |                                                                       |                    |                                                                               |                    |                                                                                           |                    |
| 4×100 m (dettagli) | Ghana Mariama Salifu, Esther Dankwah, Gifty Addy, Vida Anim           | 43"84              | Nigeria Gladys Nwabani, Endurance Ojokolo, Damola Osayemi, Emem Edem          | 43"85              | Costa d'Avorio Judith Djaman Brah, Louise Ayetotche, Cynthia Niako, Amandine Allou Affoue | 44"48              |
| 4×400 m (dettagli) | Nigeria Joy Eze, Folashade Abugan, Sekinat Adesanya, Christy Ekpukhon | 3'29"74            | Sudafrica Estie Wittstock, Amanda Kotze, Tihanna Vorster, Tsholofelo Selemela | 3'33"62            | Sudan Nawal El Jack, Faiza Omar, Mohamed Hind, Muna Jabir Adam                            | 3'39"              |
| Corse su strada |                                                                       |                    |                                                                               |                    |                                                                                           |                    |
| Mezza maratona (dettagli) | Souad Ait Salem                                                       | 1 h 13'35"         | Atsede Baysa                                                                  | 1 h 13'54"         | Kenza Dahmani                                                                             | 1 h 14'10"         |
| Marcia 20 km (dettagli) | Chaima Trabelsi                                                       | 1 h 49'13"         | Mercy Njoki                                                                   | 1 h 49'18"         | Arasa Asnaksh Abissa                                                                      | 1 h 49'29"         |
| Salti |                                                                       |                    |                                                                               |                    |                                                                                           |                    |
| Salto in lungo (dettagli) | Janice Josephs                                                        | 6,79 m (+0,1 m/s)  | Blessing Okagbare                                                             | 6,46 m (+1,8 m/s)  | Kaita Yah                                                                                 | 6,35 m (+2,2 m/s)  |
| Salto triplo (dettagli) | Yamilé Aldama                                                         | 14,46 m (+0,5 m/s) | Chinonye Ohadugha                                                             | 14,21 m (-0,1 m/s) | Otonye Iworima                                                                            | 13,83 m (+0,9 m/s) |
| Salto in alto (dettagli) | Doreen Amata                                                          | 1,89 m             | Anika Smit                                                                    | 1,89 m             | Marcoleen Pretorius                                                                       | 1,83 m             |
| Salto con l'asta (dettagli) | Leila Ben Youssef                                                     | 3,85 m             | Ahmed Eman Nesrim                                                             | 3,60 m             | Eva Thornton                                                                              | 3,30 m             |
| Lanci |                                                                       |                    |                                                                               |                    |                                                                                           |                    |
| Getto del peso (dettagli) | Vivian Chukwuemeka                                                    | 17,60 m            | Simoné du Toit                                                                | 16,77 m            | Veronica Abrahamse                                                                        | 15,75 m            |
| Lancio del disco (dettagli) | Elizna Naude                                                          | 58,40 m            | Monia Kari                                                                    | 55,15 m            | Vivian Chukwuemeka                                                                        | 52,52 m            |
| Lancio del martello (dettagli) | Marwa Ahmed Hussein Arafat                                            | 65,70 m            | Funke Adeoye                                                                  | 64,04 m            | Florence Ezeh                                                                             | 59,55 m            |
| Lancio del giavellotto (dettagli) | Justine Robbeson                                                      | 58,09 m            | Lindy Leveau                                                                  | 56,49 m            | Sunette Viljoen                                                                           | 54,46 m            |
| Prove multiple |                                                                       |                    |                                                                               |                    |                                                                                           |                    |
| Heptathlon (dettagli) | Margaret Simpson                                                      | 6 278 pt.          | Patience Okoro                                                                | 5 161 pt.          | Béatrice Kamboulé                                                                         | 4 994 pt.          |
| record mondiale; record mondiale stagionale; record africano; record dei Giochi; record nazionale; record personale; record personale stagionale. |                                                                       |                    |                                                                               |                    |                                                                                           |                    |

## Medagliere
La nazione ospitante è evidenziata
| Posiz. | Nazione        | Oro | Argento | Bronzo | Totale |
| ------ | -------------- | --- | ------- | ------ | ------ |
| 1      | Nigeria        | 9   | 8       | 7      | 24     |
| 2      | Sudafrica      | 7   | 9       | 8      | 24     |
| 3      | Tunisia        | 5   | 1       | 4      | 10     |
| 4      | Botswana       | 5   | 0       | 0      | 5      |
| 5      | Etiopia        | 4   | 4       | 5      | 13     |
| 6      | Kenya          | 3   | 6       | 3      | 12     |
| 7      | Egitto         | 3   | 3       | 0      | 6      |
| 8      | Sudan          | 3   | 0       | 1      | 4      |
| 9      | Ghana          | 2   | 3       | 2      | 7      |
| 10     | Algeria        | 1   | 3       | 6      | 10     |
| 11     | Senegal        | 1   | 1       | 0      | 2      |
| 12     | Eritrea        | 1   | 0       | 1      | 2      |
| 13=    | Mozambico      | 1   | 0       | 0      | 1      |
| 13=    | Uganda         | 1   | 0       | 0      | 1      |
| 15     | Zimbabwe       | 0   | 1       | 2      | 3      |
| 16=    | Burkina Faso   | 0   | 1       | 1      | 2      |
| 16=    | Namibia        | 0   | 1       | 1      | 2      |
| 18=    | Camerun        | 0   | 1       | 0      | 1      |
| 18=    | Madagascar     | 0   | 1       | 0      | 1      |
| 18=    | Mauritius      | 0   | 1       | 0      | 1      |
| 18=    | Seychelles     | 0   | 1       | 0      | 1      |
| 18=    | Tanzania       | 0   | 1       | 0      | 1      |
| 23     | Costa d'Avorio | 0   | 0       | 2      | 2      |
| 24=    | Benin          | 0   | 0       | 1      | 1      |
| 24=    | Guinea         | 0   | 0       | 1      | 1      |
| 24=    | Mali           | 0   | 0       | 1      | 1      |
| 24=    | Togo           | 0   | 0       | 1      | 1      |
| Totale | Totale         | 46  | 46      | 47     | 139    |